# Хай-дайвинг на чемпионате мира по водным видам спорта 2023
Соревнования по хай-дайвингу на чемпионате мира по водным видам спорта 2023 прошли с 25 по 27 июля 2023 года в городе Фукуока, Япония.

## Правила дайвинга
Соревнования мужчин будут разделены на две сессии, с сессией 1 в первый день, и сессии 2 на третий день. Женское мероприятие также разделено на две сессии: сессия 1 в первый день и сессия 2 во второй день. Всего будет проведено по четыре раунда. 
Соревнования мужчин включает в себя четыре погружения. Одно погружение должно иметь максимальный DD на 2,8 и одно промежуточное погружение должно быть максимальным коэффициентом 3.6. Эти два погружения должны выполняться из разных положений взлета. Два оставшихся погружения не имеют предела DD, но должны быть из двух разных групп.
Женских соревнований состоит из четырех прыжков каждого спортсмена. Два погружения должны иметь предел DD 2.6 и быть из двух разных положений взлета, а два оставшихся погружения не имеют предела DD, но должны исходить из двух разных групп.
Если конкурс разделен на сессии, прыгуны должны выступать в обратном порядке их ранжирования, определяется по общей сумме баллов на конец предыдущей сессии. В любом случае, дайвер, набравший наибольшее количество очков, объявляется победителем этого соревнования.

## Расписание
Соревнования пройдут в двух дисциплинах: мужских и женских прыжках. Мужчины и женщины совершат по четыре попытки. В соревнованиях среди мужчин в финальный (четвёртый) раунд пройдут 12 прыгунов в воду.
Дано местное (японское) время.
| Дата         | Время | Стадии             |
| ------------ | ----- | ------------------ |
| 25 июля 2023 | 11:30 | Женщины 1-2 раунды |
| 25 июля 2023 | 14:00 | Мужчины 1-2 раунды |
| 26 июля 2023 | 12:00 | Женщины 3-4 раунды |
| 27 июля 2023 | 12:00 | Мужчины 3-4 раунды |

## Медалисты
| Спортсмены        | Золото                      | Золото | Серебро               | Серебро | Бронза                  | Бронза |
| ----------------- | --------------------------- | ------ | --------------------- | ------- | ----------------------- | ------ |
| Мужчины подробнее | Константин Поповичи Румыния | 472.80 | Кэтэлин Преда Румыния | 438.45  | Гэри Хант Франция       | 426.30 |
| Женщины подробнее | Рианна Иффланд Австралия    | 357.40 | Молли Карлсон Канада  | 322.80  | Джессика Маколей Канада | 320.95 |

## Медальный зачёт
| Место | Страна    | Золото | Серебро | Бронза | Всего |
| ----- | --------- | ------ | ------- | ------ | ----- |
| 1     | Румыния   | 1      | 1       | 0      | 2     |
| 2     | Австралия | 1      | 0       | 0      | 1     |
| 3     | Канада    | 0      | 1       | 1      | 2     |
| 4     | Франция   | 0      | 0       | 1      | 1     |
| всего | всего     | 2      | 2       | 2      | 6     |